# Anodonthyla emilei
Anodonthyla emilei es una especie de anfibio de la familia Microhylidae.

## Distribución geográfica
Es endémica de Madagascar. Se le puede encontrar en el parque nacional de Ranomafana, en torno a los 1000 [m s. n. m.] de altitud.

## Morfología
Miden entre 22 y 29 mm.